# Eugeniusz Hardy
Eugeniusz Hardy – polski inżynier, działacz emigracyjny w Australii.

## Życiorys
Po zakończeniu II wojny światowej pozostał na emigracji w Australii. Był działaczem oraz od 1974 do 1977 przewodniczącym Rady Naczelnej Polskich Organizacji w Australii (Polish Community Council in Australia). Podjął działalność w rozgłośni Voice of Polonia. Został członkiem Komisji do spraw Współpracy Polaków na Wschodzie i Zachodzie. 1 grudnia 1982 został powołany na stanowisko delegata rządu RP na uchodźstwie na terenie Australii i pełnił funkcję w latach 80.

## Ordery i odznaczenia
- Krzyż Komandorski Orderu Odrodzenia Polski (19 marca 1986, za zasługi w wieloletniej pracy niepodległościowej i państwowej na stanowisku Delegata Rządu Rzeczypospolitej w Australii)[9].
- Krzyż Oficerski Orderu Odrodzenia Polski (3 maja 1975)[10].